# Rinaldo Piaggio
Rinaldo Piaggio (Génova, 15 de julio de 1864 – 15 de enero de 1938) fue un empresario y senador italiano.

## Biografía
Fundó Piaggio en Sestri Ponente en 1884, primero incursionando en la fabricación de mobiliario naval, y luego en la industria ferroviaria. En el 1915 compró los "Talleres Aeronáuticos Francesco Oneto", y comenzó a construir componentes para la industria aeronáutica. En 1924 comenzó a fabricar bajo licencia los primeros motores Jupiter y los aeronaves Dornier Wall. En los años '30 construyó diversos aviones, tanto cazas como bombarderos, al igual que el Piaggio P.108, el único bombardero de cuatro motores italiano.
Sus hijos Armando (1901 - 1978) y Enrico (1905 - 1965) heredarón su compañía expandiéndola también al sector de las motocicletas después de la Segunda Guerra Mundial.
En 1934 fue elegido senador del Reino de Italia.
- Datos: Q3432167
- Multimedia: Rinaldo Piaggio / Q3432167